# Charonia

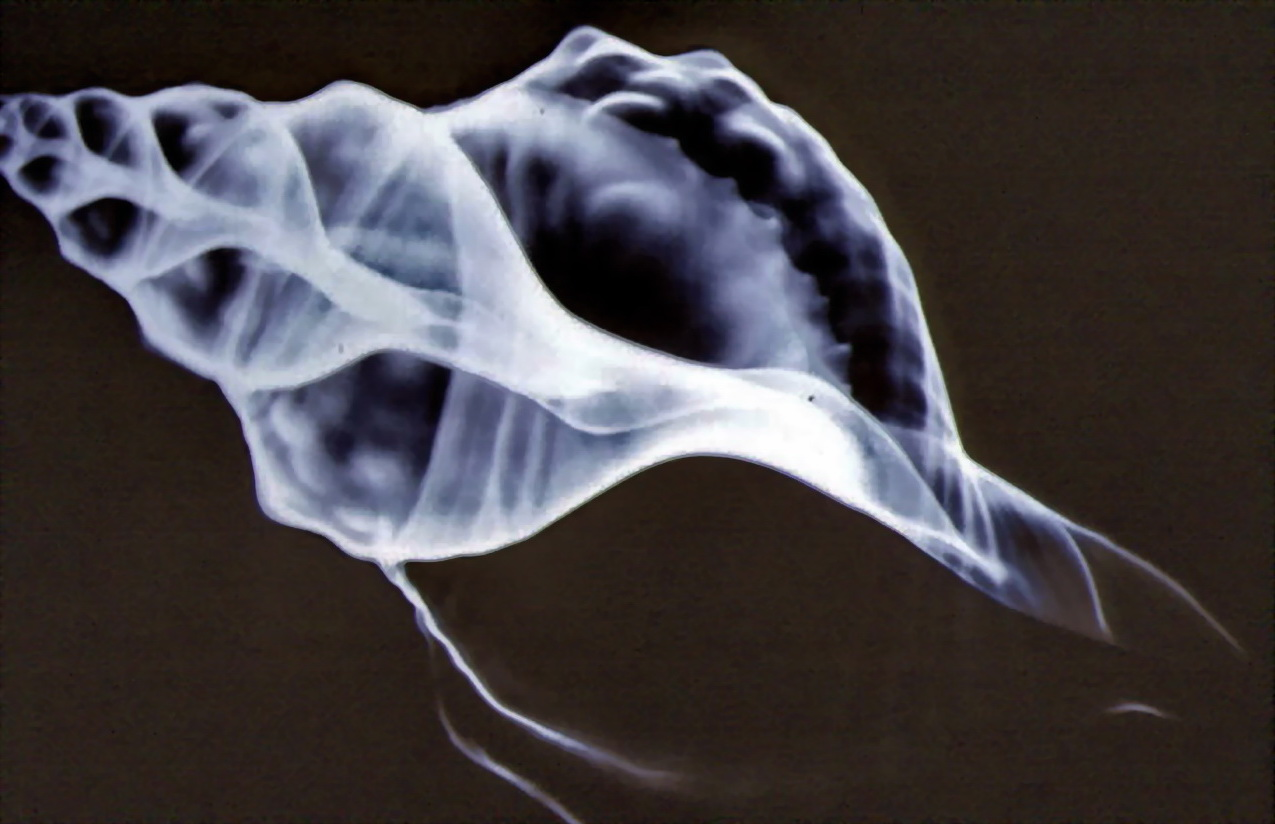
Imagen en rayos X de la concha de un Charonia lampas

Charonia es un género de caracol de mar muy grande, comúnmente conocido como trompeta de Tritón o caracol Tritón. Son moluscos gasterópodos marinos de la familia monotípica Charoniidae.

## Etimología
El nombre común "trompeta de Tritón" se deriva del dios griego Tritón, que era hijo de Poseidón, dios del mar. El dios Tritón a menudo se representa soplando un gran cuerno de concha similar a esta especie.

## Registros fósiles
Este género se conoce en los registros fósiles desde el período Cretácico. Los fósiles se encuentran en los estratos marinos de todo el mundo.

## Descripción
Las especies dentro del género Charonia tienen grandes caparazones fusiformes, generalmente blanquecinos con marcas marrones o amarillas.
El caparazón del tritón gigante Charonia tritonis (Linnaeus, 1758), que vive en el Indo-Pacífico, puede crecer hasta más de medio metro (20 pulgadas) de largo.
Uno un poco más pequeño (100-385 milímetros (3,9-15,2 plg) pero siendo todavía una especie muy grande, Charonia variegata (Lamarck, 1816), vive en el Atlántico occidental, desde Carolina del Norte hasta Brasil.

## Distribución
Las especies de Charonia habitan en aguas templadas y tropicales de todo el mundo.

## Reproducción
A diferencia de los gasterópodos pulmonados y opistobranquios, los tritones no son hermafroditas; tienen sexos separados y se reproducen sexualmente con fecundación interna. La hembra deposita cápsulas blancas en racimos, cada uno de los cuales contiene muchas larvas en desarrollo. Las larvas emergen nadando libremente y entran en el plancton, donde flotan en aguas abiertas hasta por tres meses.

## Alimentación
Los tritones adultos son depredadores activos y se alimentan de otros moluscos y estrellas de mar. El tritón gigante ha ganado fama por su capacidad para capturar y comer coronas de espinas, una especie de estrella de mar grande (hasta 1 m de diámetro) cubierta de púas venenosas de una pulgada de largo. La corona de espinas tiene pocos depredadores naturales y es capaz de destruir grandes secciones de arrecifes de coral.

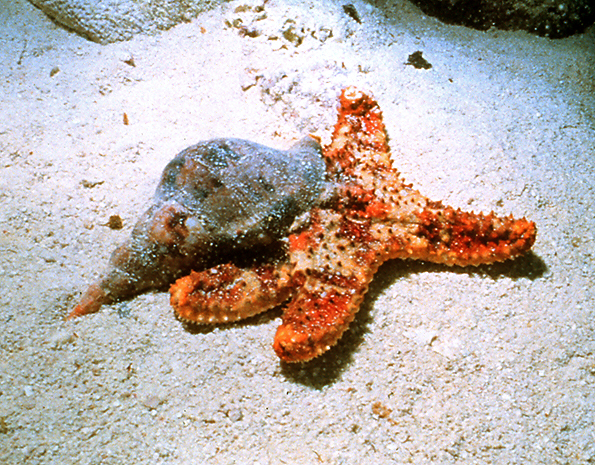
La lucha entre una estrella de mar y un tritón del Atlántico puede durar hasta una hora antes de que la saliva paralizante del caracol domine a la estrella de mar.

Se puede observar que los tritones giran y los persiguen cuando detecta el olor de la presa. Algunas estrellas de mar (incluida la corona de espinas) parecen ser capaces de detectar el acercamiento del molusco por medios que no se entienden claramente, e intentarán escapar antes de que haya tenido lugar cualquier contacto físico. Los tritones, sin embargo, son más rápidos que las estrellas de mar, y solo las estrellas de mar grandes tienen una esperanza razonable de escapar, y solo si abandonan la extremidad que el caracol agarra primero.
El tritón agarra a su presa con su pie musculoso y usa su rádula dentada (un órgano aserrado áspero que se encuentra en los gasterópodos) para cortar la piel acorazada de la estrella de mar. Una vez que ha penetrado, una saliva paralizante somete a la presa y el caracol se alimenta con tranquilidad, comenzando a menudo por las partes más blandas, como las gónadas y el intestino.
Los tritones ingieren animales de presa más pequeños enteros sin molestarse en paralizarlos, y escupirán espinas venenosas, caparazones u otras partes no deseadas más tarde.

## Especies y subespecies

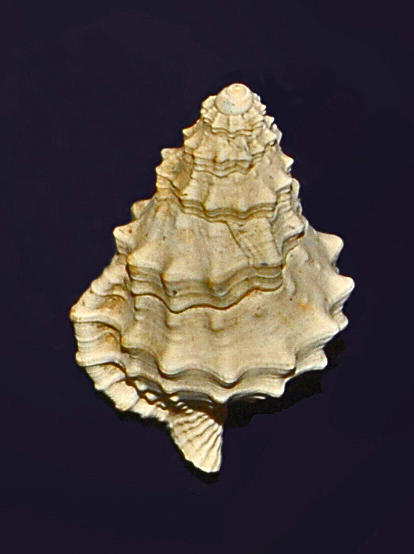
Concha fósil de Charonia appenninica del Plioceno de Italia

Las especies dentro del género Charonia incluyen:
- Charonia guichemerrei Lozouet, 1998 †
- Charonia lampas (Linneo, 1758)
- Charonia marylenee Petuch & Berschauer, 2020
- Charonia seguenzae (Aradas y Benoit, 1872)
- Charonia tritonis (Linneo, 1758)
- Charonia variegata (Lamarck, 1816) - Trompeta de Tritón del Caribe
- Charonia veterior Lozouet, 1999 †

Especies sinonimizadas
- Charonia capax Finlay, 1926 : sinónimo de Charonia lampas (Linnaeus, 1758)
- Charonia digitalis (Reeve, 1844) : sinónimo de Maculotriton serriale (Deshayes, 1834)
- Charonia Eucla Hedley, 1914 : sinónimo de Charonia lampas (Linnaeus, 1758)
- Charonia eucla instructa Iredale, 1929 : sinónimo de Charonia lampas (Linnaeus, 1758)
- Charonia grandimaculatus Reeve : sinónimo de Lotoria grandimaculata (Reeve, 1844)
- Charonia maculosum Gmelin : sinónimo de Colubraria maculosa (Gmelin, 1791) (nueva combinación)
- Charonia mirabilis Parenzan, 1970 : sinónimo de Charonia lampas (Linnaeus, 1758)
- Charonia nodifera (Lamarck, 1822) : sinónimo de Charonia lampas (Linnaeus, 1758)
- Charonia poecilostoma Smith, 1915 : sinónimo de Ranella gemmifera (Euthyme, 1889)
- Charonia powelli Algodón, 1957 : sinónimo de Charonia lampas (Linnaeus, 1758)
- Charonia rubicunda (Perry, 1811) : sinónimo de Charonia lampas ( Linnaeus, 1758 )
- Charonia sauliae (Reeve, 1844) : sinónimo de Charonia lampas (Linnaeus, 1758)
- Charonia seguenzae' '(Aradas & Benoit, 1872) sinónimo de Charonia variegata (Lamarck, 1816)
- Charonia variegatus Reeve : sinónimo de Charonia variegata (Lamarck, 1816)

|                 |
| Charonia lampas |

|                   |
| Charonia tritonis |

|                    |
| Charonia variegata |